# Локцений, Иоанн
Иоанн Локцений (нем. Johannes Loccenius (Johan Locken); 1598—1677) — немецкий историк и юрист.

## Биография
Иоанн Локцений родился 13 марта 1598 года в Итцехо в семье торговца. Сначала учился в Gelehrtenschule des Johanneums, затем продолжил образование в Голландии и Германии
Успешно окончив обучение и получив локторскую степень в Университете Лейдена был назначен профессором в Уппсальский университет одновременно исполняя роль историографа шведской королевы Кристины. 
До наших дней сохранилось более шестидесяти его работ; главное из них — «Rerum suecicarum historia» (1654). Это — первый критический труд по истории Швеции. Иоанн Локцений черпал свой материал непосредственно из архивов и сумел придать своему исследованию стройную и живую форму. В 1662 и 1676 годах его история Швеции вышла новым изданием, значительно переделанным; она доведена до 1660 года. 
В области археологии и географии известны его «Antiquitatum sveo-gothicarum libri tres» (1647). 
В 1661 году правительство поручило Локцению дополнить труд Дальберга «Svecia antiqua et hodierna»; он исполнил это в своей ещё не изданной «Descriptio Regni Sveciae». 
В 1648 году вышел его «Synopsis juris svio-gothici» — первый учебник по истории шведского права для университетской молодежи. В последнем издании, 1673 года к «Synopsis’y» И. Локцением был приложен краткий систематический обзор господствовавшего тогда в Швеции государственного права. 
Ещё один известный труд  Локцения — «Lexicon juris svio-gothici» (1647) — пояснительный словарь к терминам старых шведских исторических документов.
Иоанн Локцений умер 27 июля 1677 года в Упсале.